# Coxcatlán (Puebla)
Coxcatlán es una localidad del estado mexicano de Puebla. Es cabecera del municipio de Coxcatlán.

## Toponimia
El nombre de la localidad proviene de los términos en náhuatl coxcatl, collar de piedras; tlan, lugar. Su significado es «lugar de los que usan collares».

## Demografía
| Gráfica de evolución demográfica |
|                                  |

| Censo | Población |
| ----- | --------- |
| 1900  | 1 449     |
| 1910  | 1 626     |
| 1921  | 1 432     |
| 1930  | 1 624     |
| 1940  | 1 741     |
| 1950  | 2 047     |
| 1960  | 2 237     |
| 1970  | 2 609     |
| 1980  | 4 039     |
| 1990  | 4 863     |
| 1995  | 4 791     |
| 2000  | 5 359     |
| 2005  | 5 642     |
| 2010  | 6 300     |
| 2020  | 6 916     |